# Omar Lauro Marreto Betancourt

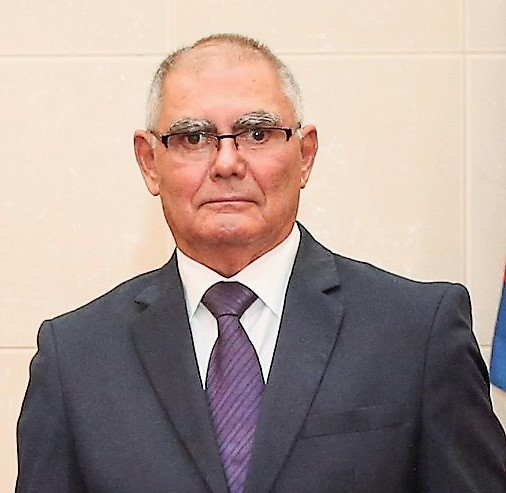
Omar Lauro Marreto Betancourt (2020)

Omar Lauro Marreto Betancourt ist ein kubanischer Diplomat.
Betancourt ist seit 2016 Botschafter Kubas in Osttimor. Er folgt damit Oscar Genaro Coet Blackstock. Betancourt übergab seine Akkreditierung an Osttimors Staatspräsident Francisco Guterres am 27. Januar 2020.